# بندیکت (دهانه)
بندیکت یک دهانه برخوردی در ماه‌ است.